# Midsommar
För andra betydelser, se Midsommar (olika betydelser).
Midsommar är en högtid som firas på sommaren nära sommarsolståndet, särskilt i Nordeuropa. Det är en allmän folkfest utan egentlig religiös koppling med oklara anor, möjligen i en kanske förkristen sommarsolståndsfest som lyckats fortleva efter kristianiseringen. Begreppet midsommar användes redan på forntiden (jämför anglosaxiska: midsumor) och är belagt i fornsvenskan som miþsumar redan i Västgötalagen från slutet av 1200-talet. I Finland och Sverige infaller den numera någon gång under perioden 20–26 juni, med inledande midsommarafton fredagen 19–25 juni.
Sedan 300-talet firar den kristna kyrkan Johannes Döparens födelse den 24 juni varför högtiden i vissa områden starkt har förknippats eller fortfarande förknippas med honom. I exempelvis Finland kallas midsommar för Juhannus på finska och ibland för Johanne på finlandssvenska, på Island Jónsmessa (ungefär ”Johannesmässan”), i Danmark och Norge för sankthans (av ”Sankt Johannes”), i Norge även jonsok, och i vissa engelskspråkiga områden för Saint John's Day.
I folkligt svenskt firande har midsommarafton, likt julafton och påskafton, en starkare ställning än själva midsommardagen, vilket är en nordeuropeisk särtradition. Det är bara i Sverige och Finland som midsommardagen är en helgdag (röd dag).

## Historia

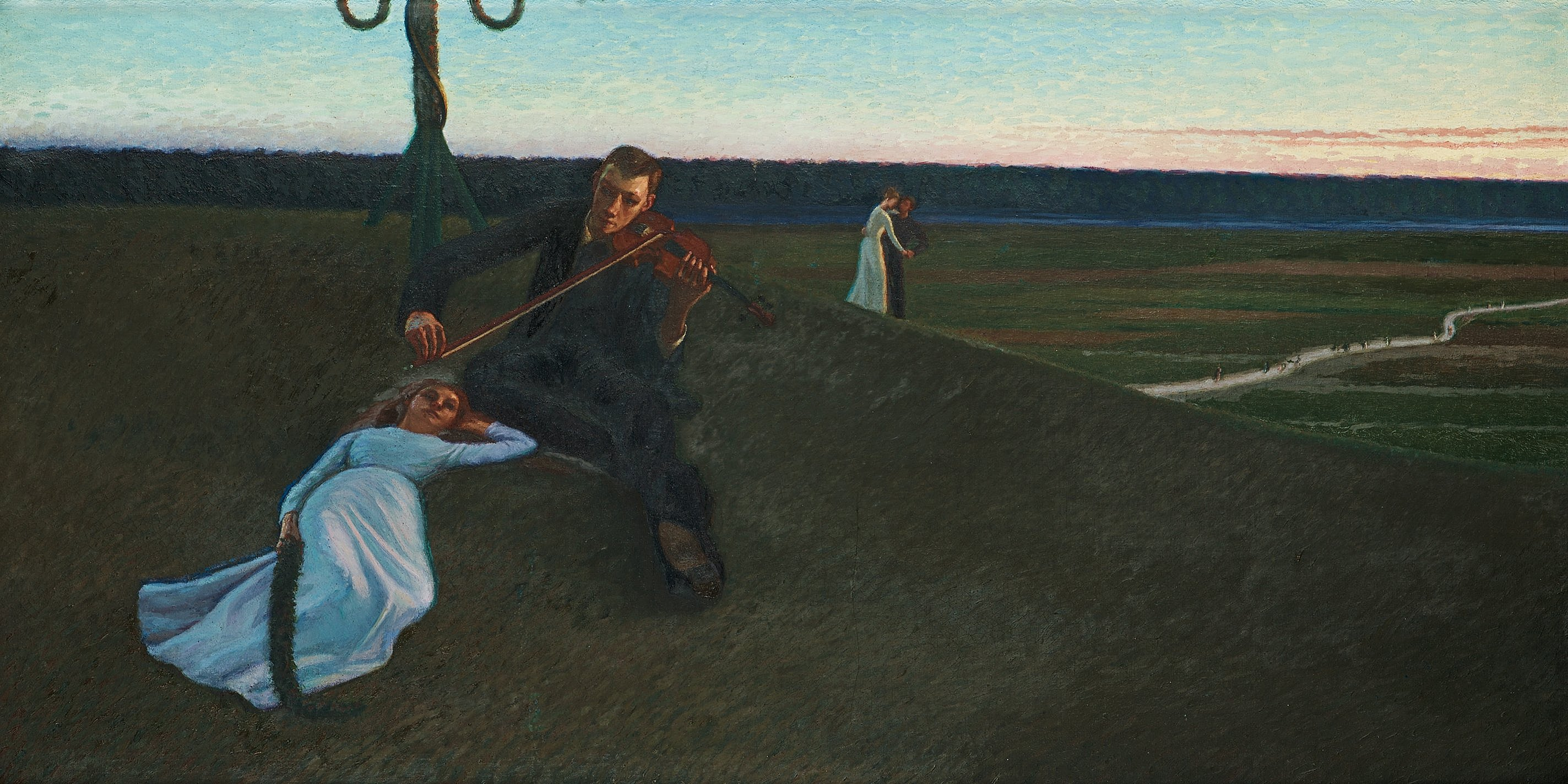
"Midsommar" av Eva Bonnier.

### Förkristet midsommarfirande

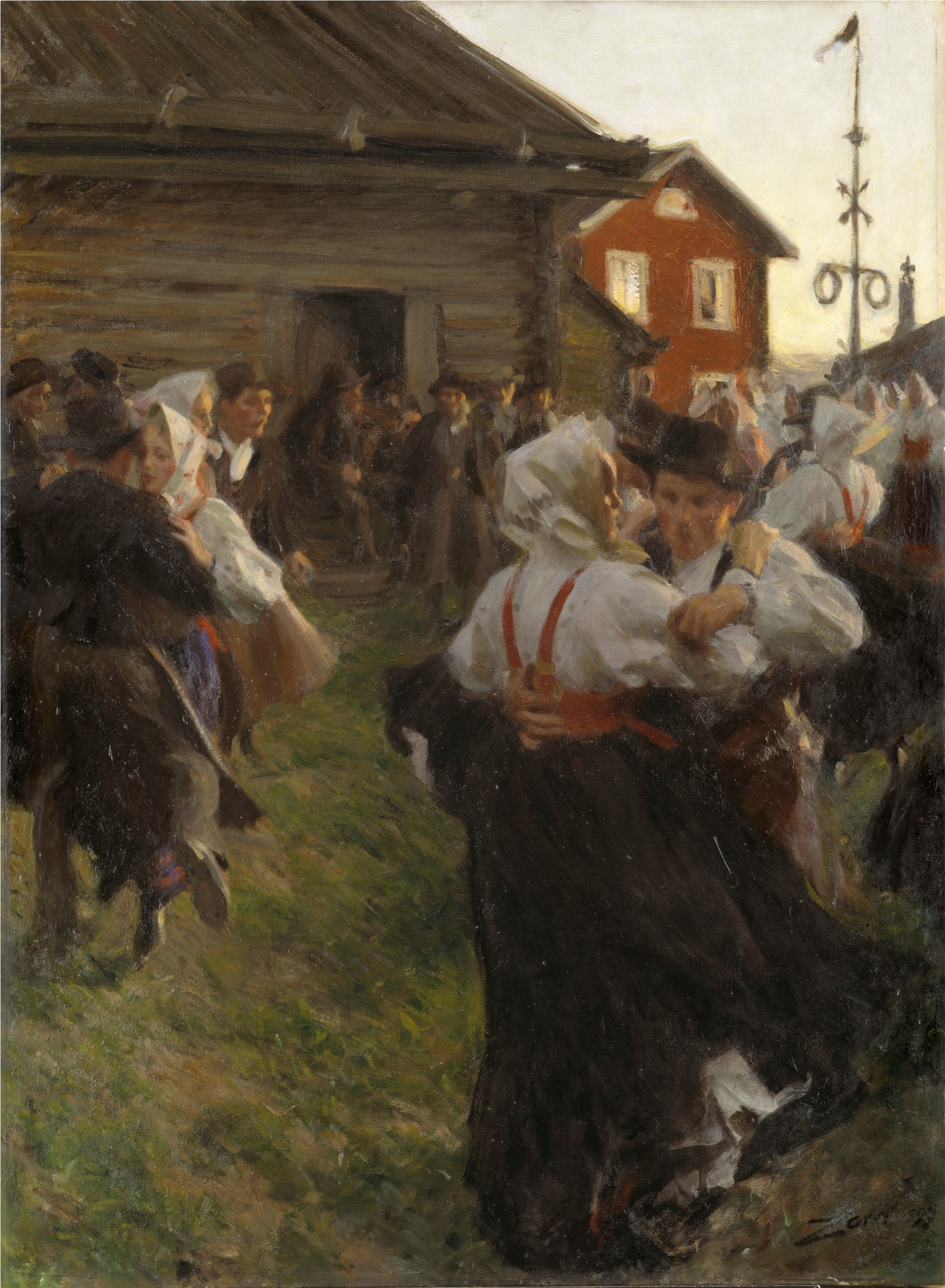
"Midsommardans", målning från 1897 av Anders Zorn.

Om midsommarfirande förekom under förkristen tid finns det litet om inget ordentligt belägg för i arkeologiska fynd eller bevarad tidsenlig litteratur, varför alla förkristna kopplingar är spekulativa.
Sett ur astronomisk synvinkel infaller sommarsolståndet på norra halvklotet endast tre dagar före det ursprungliga kristna midsommardatumet, 24 juni (med inledande högtidsafton 23 juni). Norr om norra polcirkeln går solen inte ens ner under horisonten vid sommarsolståndet (midnattssol) och även nära polcirkeln (ner till ca 60° latitud) är det ljust dygnet runt.
Det tidigneolitiska monumentet Newgrange visar att människor i flera tusen år kunnat bestämma vid vilken tidpunkt vintersolståndet inträffar, åtminstone på Irland. Huruvida detta var fallet även i Skandinavien, och huruvida även sommarsolståndet uppmärksammades under tidigneoliticum i något av de två geografiska områdena ifråga, är däremot mera oklart. Om sommarsolståndet uppmärksammades under neolitikum, förefaller en sådan sedvana hunnit dö ut före järnålderns slut, om vilken medeltida skriftliga källor föreligger.
Under nordisk bronsålder förekom i Sverige soldyrkan. Vissa av de danser och riter som tros ha ägnats åt att fira solen finns bevarade på hällristningar. Det är oklart när på året religionsutövningen ägde rum. 
Uppgifter om förekomsten av midsommarblot under järnåldern är ”sporadiska och tveksamma” och ska – om det existerade – ha ägt rum i mitten eller slutet av juli månad enligt isländska källor och skandinaviska runstavar. Runstavarna pekar ut dagarna kring julianska 13–15 juli (gregorianska 20–22 juli), vilket är en månad senare än det kristna midsommarfirandet.
Det äldsta belägget för namnet midsommar för sommarsolståndet finns i fornengelskan som midsumor, dagen som midsumordæġ och månaden som midsumormōnaþ (motsvarande juni). Motsatsen var midwinter (”midvinter”) som avsåg vintersolståndet och början av julen, vilket även finns belagt i fornnordiska: miðvetr.
De äldsta bevarade skrifterna som nämner midsommarfirandet i Norden är de isländska kungasagorna från 1200-talet. Där skrivs det om Olav Tryggvason och står att läsa:[källa behövs]
"Han avskaffade offerölen och satte i stället med folkets instämmande högtidsöl vid jul, påsk, midsommar och Mikaeli." Tidpunkten för dessa förkristna offer- eller kvartalshögtider inföll alltså ungefär tre eller fyra veckor senare under året, än de kristna högtider det folkliga högtidsölet flyttades bakåt till, då det är välkänt att vinterblotet ägde rum i mitten av januari (inte december) och alvablotet i oktober (inte september).

### Kristet midsommarfirande
Den kristna kyrkan började på 300-talet fira den helige Johannes Döparens dag den 24 juni (Johannes föddes enligt Lukasevangeliet sex månader före Jesus och firas därför sex månader före jul). Högtiden spreds från medelhavsvärlden till andra delar av Europa med kristendomens spridning.
På flera språk kallas helgen för Johannesdagen eller Sankt Hans, men på svenska med flera språk kallas den alltjämt midsommar. I Svenska kyrkans kyrkoår har tidigare midsommardagen och Johannes döparens dag firats på samma dag. Detta ändrades dock 2003 då Johannes Döparens dag flyttades till söndagen efter midsommardagen. Detta innebar att midsommardagen fick temat Skapelsen i den nya Den svenska evangelieboken. Denna tudelning av högtiden har inte skett i den romersk-katolska kyrkan och de ortodoxa kyrkorna, inte heller i kristna trossamfund utanför Sverige.

### Konflikt mellan folkligt firande och kyrkan
På 1300-talet sökte nunnorna i nuvarande Sko kloster tillstånd att anordna folkliga fester i samband med midsommar. Anledningen var troligtvis att få bukt med det stökiga folkliga firandet som bland annat innebar dans på kyrkogårdar, stöld av heliga bilder och skamlösa visor.
Det folkliga firandet ledde 1425 till att ärkebiskop Johannes i Lund förbjöd midsommarvakor. Kyrkan försökte att få det folkliga firandet till att bli ett firande av Johannes Döparen, men lyckades sämre med det än vad man lyckats med jul och Jesu födelse.

## Tidpunkt
Anledningen till att Johannes döparens dag infaller 24 juni är att Johannes enligt Lukasevangeliet ska ha fötts sex månader före Jesus. Att det inte blev 25 juni beror förmodligen på den romerska kalendern, som räknade datum ifrån första dagen den kommande månaden. Juldagen (25 december) var den åttonde dagen före 1 januari och då blev Johannes döparens dag den åttonde dagen före 1 juli. Eftersom juni bara har trettio dagar (till skillnad från december som har trettioen) hamnade Johannes döparens dag således 24 juni.
Midsommardagen, som är allmän flaggdag och helgdag i Sverige, infaller i Sverige sedan 1953 och i Finland sedan 1955 alltid på en lördag 20 juni–26 juni. Tidigare inföll midsommardagen alltid den 24 juni, på Johannes döparens dag. Detta är fortfarande fallet i till exempel Estland, Lettland och Norge. Under kristen tid fram till och med 1952 kallades midsommardagen bara för Johannes döparens dag, eftersom de två dagarna då sammanföll.
Midsommarafton är dagen före midsommardagen (och infaller sedan 1953 på en fredag 19 juni–25 juni). Midsommarafton är inte allmän helgdag i Sverige, men i banklagen och andra lagtexter jämställs den (liksom julafton, nyårsafton och påskafton) med allmän helgdag.

## Nordiska länder

### Sankthans i Danmark och Norge

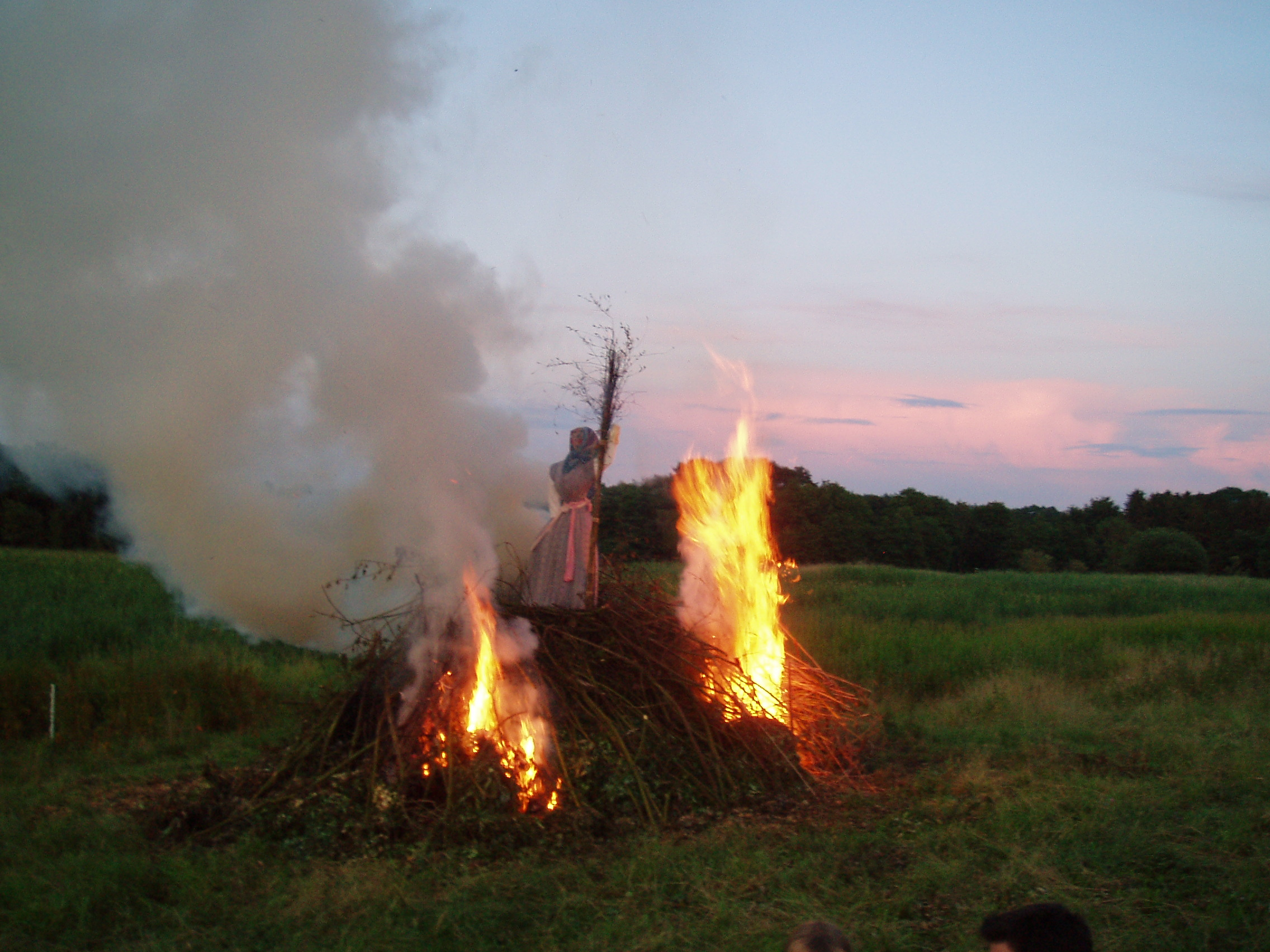
Danskt Sankt Hans-bål med traditionsenlig häxdocka.

I Danmark och Norge firar man sankthans/jonsok (Johannes Döparens afton) genom att tända bål, leka lekar och i Danmark utöva bränning av pappershäxor. I Danmark sjungs vid bålet ofta Midsommervisen, med text av Holger Drachmann på 1880-talet och tonsatt av P. E. Lange-Müller. Sankthansaften infaller alltid den 23 juni – dagen innan Johannes Döparens dag – oavsett vilken veckodag det är.

### Midsommar i Finland

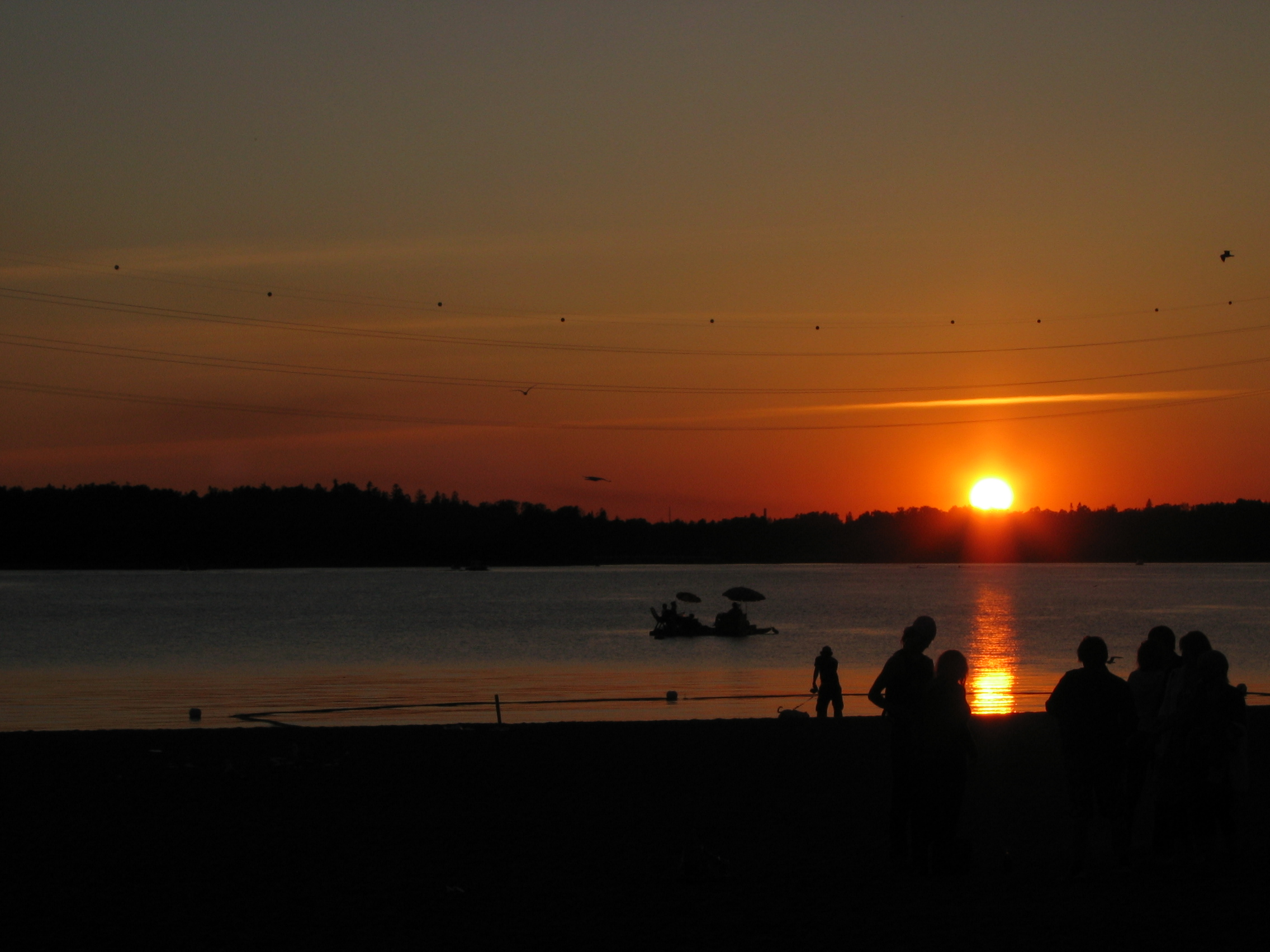
Midsommar i Helsingfors 2007.

I Finland firas tre högtider under midsommarveckoslutet: den kyrkliga Johannes döparens dag, den statliga Finlands flaggas dag och den folkliga midsommaren. De olika traditionerna har flätats samman. På finska heter helgen "Juhannus" och kan på finlandssvenska kallas "Johanne" eller Johanni, framförallt i Nyland.
Till traditionerna i det finskspråkiga Finland hör midsommarbastu (finska: juhannussauna), midsommarbål (finska: juhannuskokko), gärna vid en strand, och midsommardans (finska: juhannustanssit). Bålen blev ett vanligt inslag i midsommarfirandet i Finland under 1900-talet, före det var de ett mer regionalt fenomen
Traditionellt firar man på landet, även om det blivit vanligare att stanna kvar i städerna. Det är vanligt att bjuda vänner till sitt midsommarfirande eller att delta i kollektivt firande ordnat av byalag eller liknande. Tidigare var det vanligt med bröllop på midsommaren (finska: juhannushäät), men numera firas bröllop hellre andra sommarveckoslut. Midsommarstång kom till Finland från Sverige via Åland på 1700-talet.
I det svenskspråkiga Finland har midsommaren drag av både de finska och de svenska traditionerna. Midsommarstången är en tradition ännu i dag speciellt på svenskspråkiga orter i Finland, men även midsommarbrasor förekommer i svenskspråkiga trakter. Fram till slutet av 1800-talet var en privat midsommarstång en statussymbol för de välbärgade. I södra Finland minskade bruket med att resa midsommarstänger under första hälften av 1900-talet, men fick ett uppsving tack vare hembygdsrörelsen med influenser från Sverige. Midsommarstången blev ett emblem för bygemenskapen.
Utseendet på midsommarstången har förändrats genom tiderna och till exempel på Åland har varje kommun sin egen variant. De färggranna kronorna har med tiden blivit typiska för de åländska midsommardekorationerna. På Åland har tävlingsmomentet traditionellt varit viktigt och midsommarstången skulle vara längre och ståtligare än grannbyns. Midsommarstången är idag en av de främsta identitetssymbolerna för Åland. I Österbotten hör det till traditionen att ”löva” inför midsommarhelgen, vilket betyder att man tar två färska, fina björkar och placerar dem på bägge sidor om sin trappa..
Midsommar jämte flera andra av de stora årshögtiderna har traditionellt uppfattats som en speciellt laddad tidpunkt då magiska krafter var i rörelse i naturen. Tydor och spådomsbruk av olika slag var alltså vanliga under helgen. Många av sedvänjorna var ämnade för att få se vem man skulle gifta sig med, men kunde även handla om sjukdomsbot. En tradition som fortfarande är välkänd i Svenskfinland är att plocka sju eller nio sorters blommor och lägga dem under kudden för att drömma om sin tillkommande partner.
Till traditionell midsommar hör nypotatis, sill, andra fiskrätter och snaps, samt jordgubbar om vädret tillåter. Att grilla är också populärt. Sill och nypotatis är en relativt ny tradition eftersom midsommar förr firades med fil och lutfisk. Det fanns sill, men eftersom många åt saltsill året om fick festmaten gärna vara något annat.
Midsommaren är även en viktig högtid i Finland, som medför ändrade öppettider och ändringar i tågens och bussarnas tidtabeller. I Finland talar man om "vita nätter" under sommaren, med midsommar som ljusast av dem alla. Midsommarafton i slutet av juni ses som startskottet för den varma säsongen, då många finländare inleder sina sommarsemestrar. Midnattssolen spelar en stor roll i festligheterna i norra Finland, men det blir heller aldrig riktigt mörkt i södra delen av landet – därav Finlands så kallade vita nätter.

### Midsommar i Sverige
I Sverige är det vanligaste firandet av midsommar knutet till dans kring en midsommarstång – en lövad och blomprydd stång eller påle, antingen i form av ett kors med kransar hängande från tvärslån eller en eller flera större kransar som hänger i band och omsluter pålen. 
Man bildar ringar och dansar kring stången, medan man sjunger traditionella lekvisor. Midsommarstången (även kallad majstång) kom troligen till Sverige från Tyskland på 1300- eller 1400-talet. Under midsommarfirandet förekommer även lekar som säcklöpning och andra aktiviteter.
Att ha en blomsterkrans i håret är vanligt under midsommar, främst bland barn och kvinnor. Man kan binda dem med björkris eller ståltråd som bas och därvid tillfoga blad och blommor.
Vid midsommar är det i Sverige vanligt att äta matjessill, gräddfil och gräslök, färskpotatis och jordgubbar. Midsommar förknippas i hög grad med just färskpotatisen, som ofta serveras med dill. Många dricker snaps till maten. Snapstraditionen inkluderar att man sjunger en liten nubbevisa innan man dricker snapsen. Helan går är en känd snapsvisa på midsommar.

#### Bilder

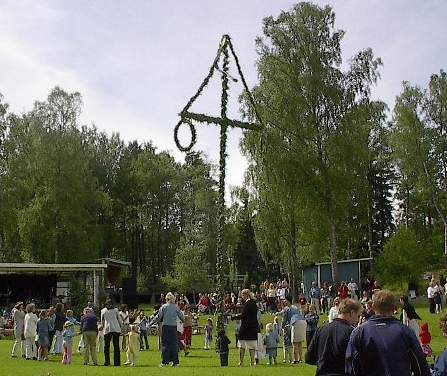
Midsommarfirande i Åmmeberg 2003.
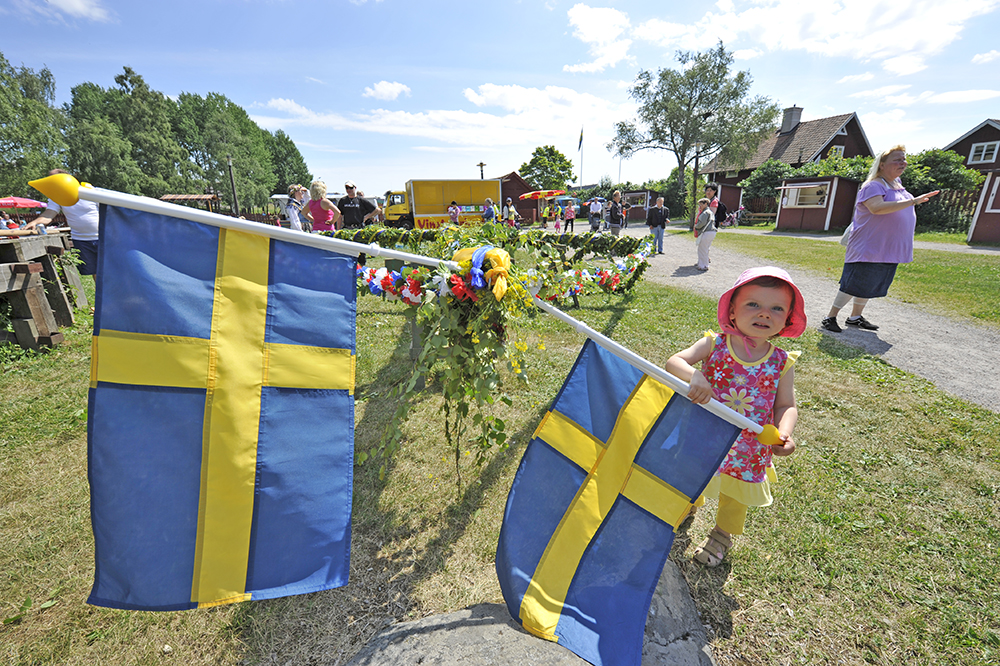
Majstång i Akalla 2010.
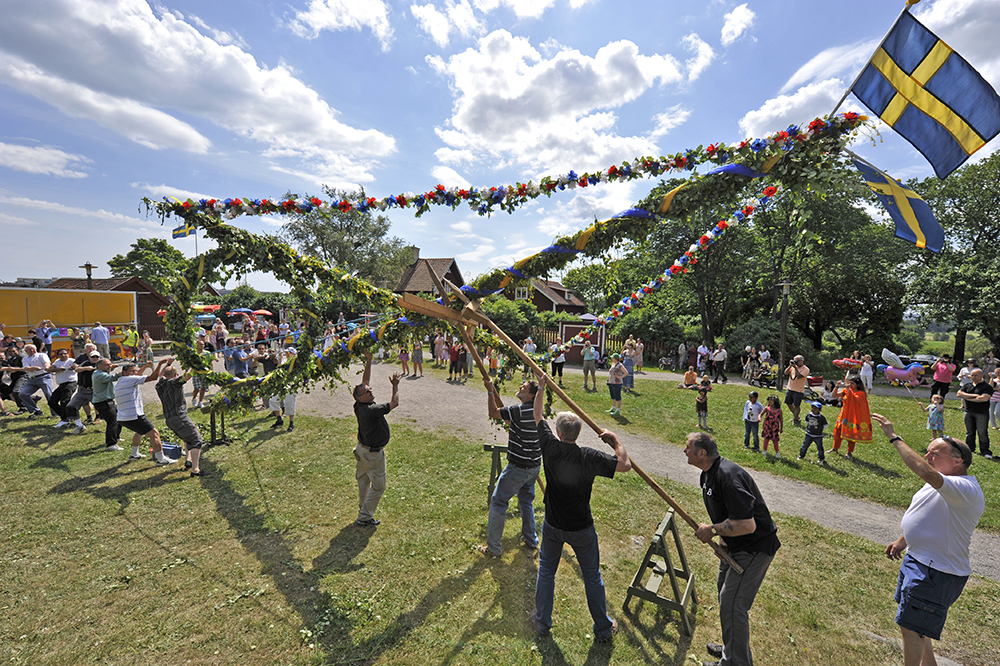
Resning av majstången.
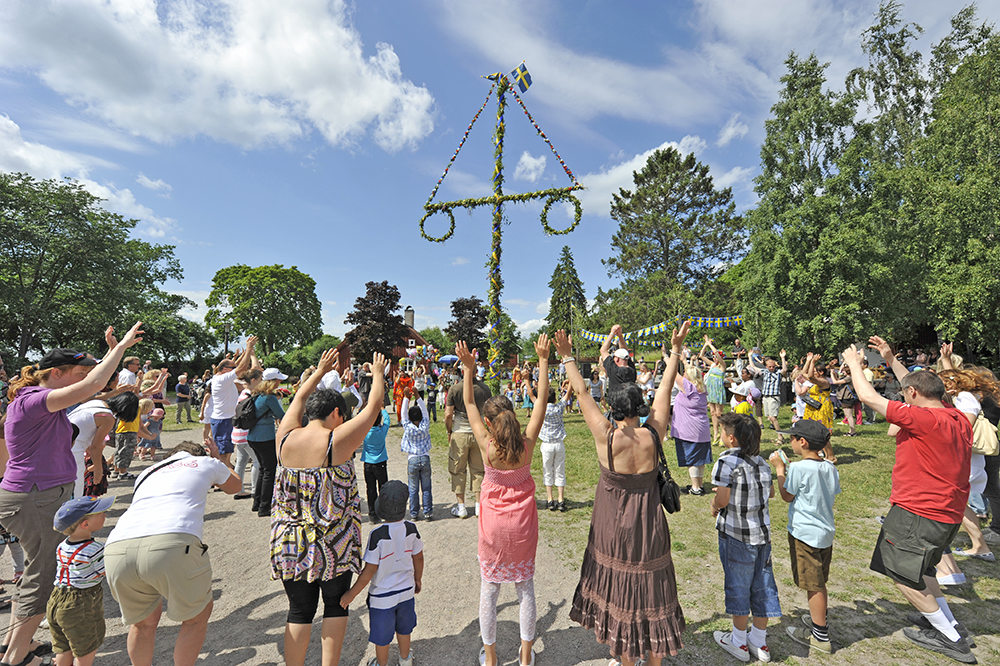
Dans runt majstången i Akalla.

## Namn
Högtiden går under flera olika namn över världen. Några exempel är:
- danska: Sankthans
- engelska: Saint John's Eve; Saint John's Feast Day; Midsummer
- estniska: Jaanipäev, ”Johannes Döparens dag”
- finska: Juhannus; Keskikesä, ”Högsommar”; Mittumaari, ”Midsommar”
- isländska: Jónsmessa, ”Jonsmessan” (”Johannes messa”); Miðsumar
- kymriska: Alban Hefin, ”Skotsk sommar”; Gŵyl Ganol yr Haf, ”Midsommarfest”
- lettiska: Jāņi
- litauiska: Rasos
- norska: Sankthans
- ryska: Ива́н Купа́ла, ”Iván Kupála”

## Se även

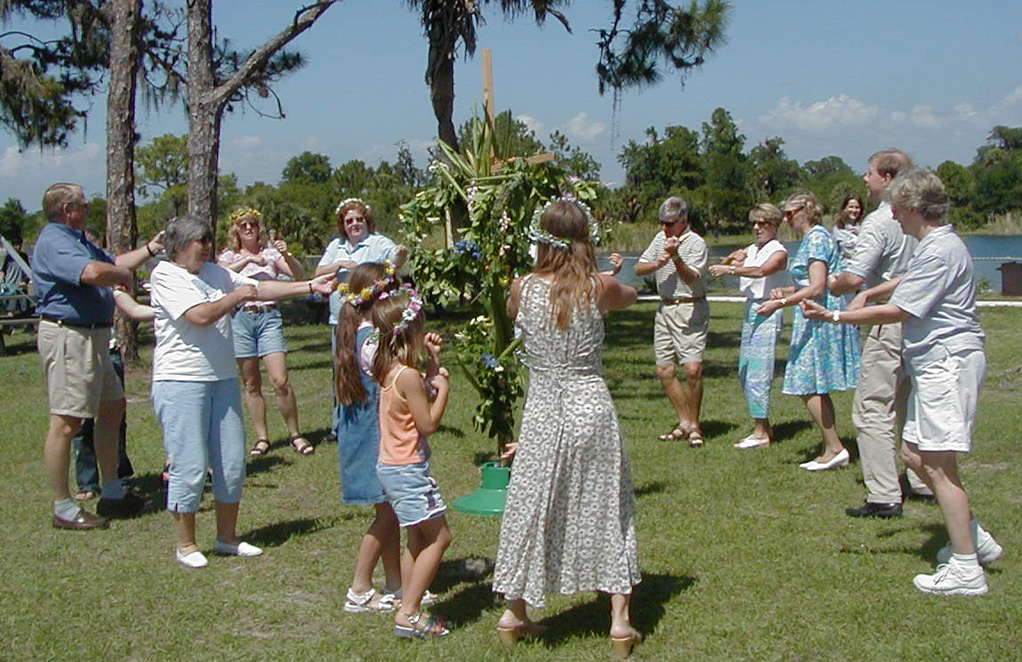
Svenskar dansar runt midsommarstången i Florida.